# 27 tháng 7
Ngày 27 tháng 7 là ngày thứ 208 (209 trong năm nhuận) trong lịch Gregory. Còn 157 ngày trong năm.

## Sự kiện
- 1694 – Ngân hàng Anh được trao cho "đặc hứa trạng hoàng gia" theo một đạo luật được Nghị viện Anh thông qua.
- 1789 – Bộ Ngoại giao Hoa Kỳ được thành lập, là cơ quan đầu tiên của Chính phủ liên bang Hoa Kỳ.
- 1890 – Trong tình trạng bệnh lý ngày càng trầm trọng, họa sĩ Vincent van Gogh dùng súng tự bắn vào ngực mình, ông qua đời hai ngày sau đó.
- 1921 – Frederick Banting cùng các nhà nghiên cứu khác thuộc Đại học Toronto ở Canada chứng minh hormon Insulin điều chỉnh lượng đường huyết.
- 1944 - Ngày Hồng quân Liên Xô quét sạch quân đội Đức ra khỏi lãnh thổ của mình
- 1947 - Chính phủ Việt Nam Dân Chủ Cộng Hòa quyết định lấy ngày 27 tháng 7 làm Ngày Thương binh - Liệt sĩ.
- 1953 – Chiến tranh Triều Tiên kết thúc giao tranh bằng một hiệp định đình chiến được ký giữa Hoa Kỳ, Trung Quốc và Bắc Triều Tiên.
- 1990 – Xô viết Tối cao Cộng hòa Xã hội chủ nghĩa Xô viết Belorussia tuyên bố quốc gia này độc lập từ Liên Xô.
- 2012 – Lễ khai mạc Thế vận hội Mùa hè 2012 diễn ra vào 9 giờ tối tại Luân Đôn.

## Sinh
- 774 - Không Hải
- 1452 - Ludovico Sforza
- 1612 - Murad IV
- 1667 - Johann Bernoulli
- 1740 - Jeanne Baret, nữ nhà thám hiểm, nhà thực vật học đi vòng quanh thế giới.
- 1768 - Charlotte Corday
- 1781- Mauro Giuliani
- 1784 - Denis Vasilyevich Davydov
- 1907 - Nguyễn Xiển, nhà khoa học, chính khách Việt Nam (m. 1997)
- 1969 - Paul Levesque (Triple H)

## Mất
- 959 - Hậu Chu Thế Tông
- 1061 - Giáo hoàng Nicôla II
- 1101 - Konrad II của Ý
- 1675 - Turenne
- 1759 - Pierre Louis Maupertuis
- 1792 - Võ Trường Toản, nhà giáo, danh sĩ Việt Nam thời cận đại.
- 1841 - Mikhail Yuryevich Lermontov
- 1844 - John Dalton
- 1917 - Emil Theodor Kocher
- 1946 - Gertrude Stein

## Những ngày lễ và kỷ niệm
- Việt Nam - Ngày Thương binh Liệt sĩ